# Vidlička na humry

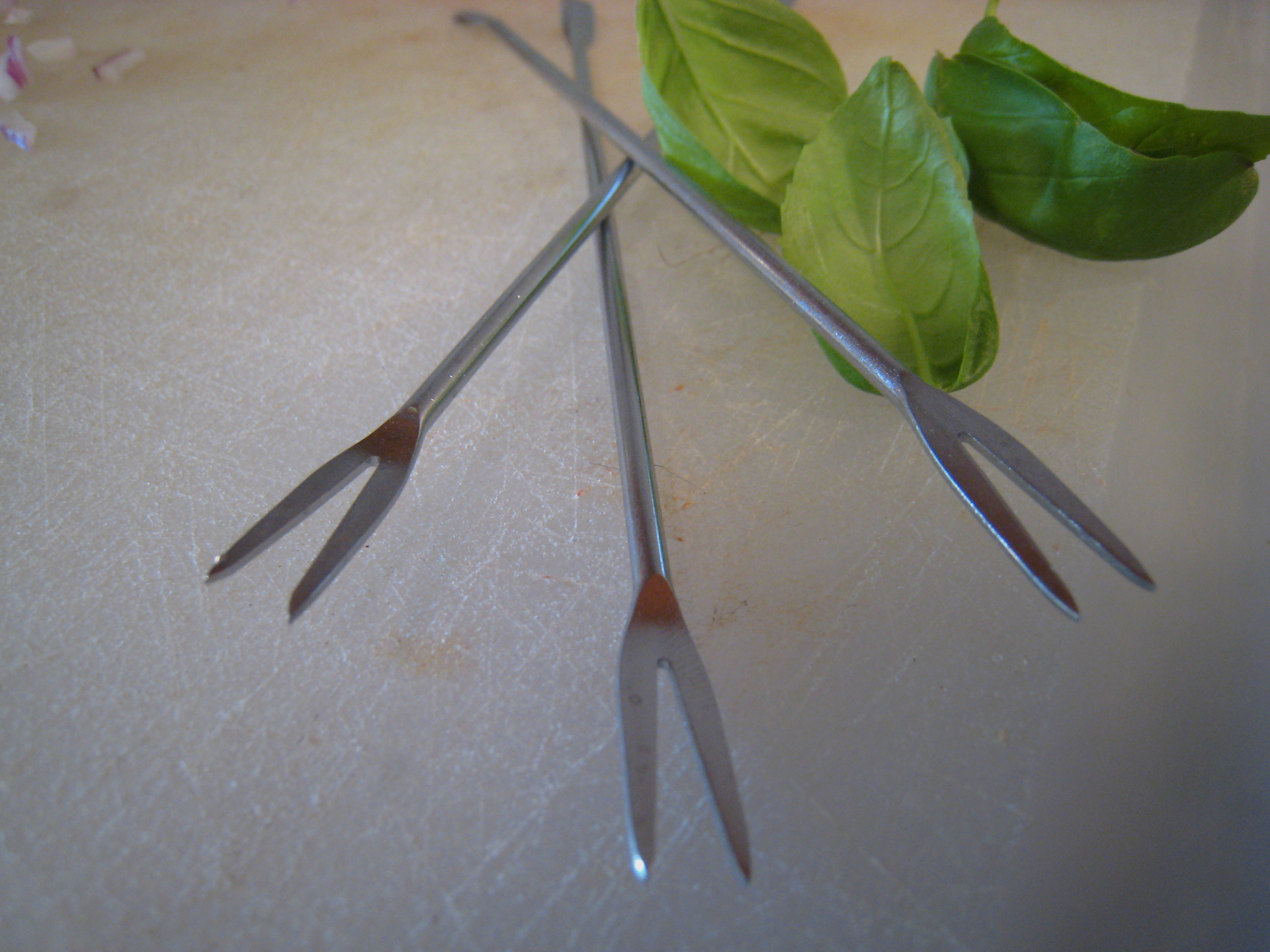
Vidličky na humra

Vidlička na humry je kuchyňské náčiní, které má dlouhý, úzký tvar a používá se k vyjímání masa z kloubů, nohou, klepet a dalších malých částí humra. Vidličky na humry se obvykle vyrábějí z nerezové oceli a váží jako průměrná čajová lžička. Mají dlouhou, texturovanou válcovou rukojeť zakončenou půlměsícovitým středně ostrým hrotem nebo malou vidličkou se dvěma hroty. Tříhrotá verze má delší středový hrot a dva kratší boční hroty s háčky. Na druhém konci může být lžíce pro vydlabávání masa z humra. Vidličky na humry lze použít i při konzumaci jiných mořských plodů, jako jsou krabi či raci. Při používání vidličky na humry musí být krunýř humra zajištěn druhou rukou, než ve které se drží vidlička. Proto nelze toto náčiní používat při formálním stolování, při kterém se prsty smí dotýkat pouze chleba, sýru (a někdy ovoce).